# Aek Parupuk
Aek Parupuk is een bestuurslaag in het regentschap Tapanuli Selatan van de provincie Noord-Sumatra, Indonesië. Aek Parupuk telt 643 inwoners (volkstelling 2010).